# Sebastopol (1895)
El Sebastopol (Севастополь en ruso) fue un acorazado pre-dreadnought perteneciente a la clase Petropávlovsk  de la Armada Imperial Rusa, nombrado así en honor a la ciudad de Sebastopol. 

## Historial
El Sebastopol fue construido en el astillero Galerny de San Petersburgo, fue puesto en grada en 1892 con sus buques gemelos. Fue botado el 1 de junio de 1895 y completado en 1899. Fue asignado en 1900 a la Flota del Pacífico y zarpó hacia Port Arthur, base de la misma. Combatió en la Guerra ruso-japonesa, participando en la Batalla del Mar Amarillo, en la que consiguió escapar siendo posteriormente echado a pique por su tripulación tras la toma de Port Arthur en enero de 1905.